# Merbes-le-Château
Merbes-le-Château (in vallone Miebe) è un comune belga di 4 141 abitanti, situato nella provincia vallona dell'Hainaut.